# Герцог Авила и Болама

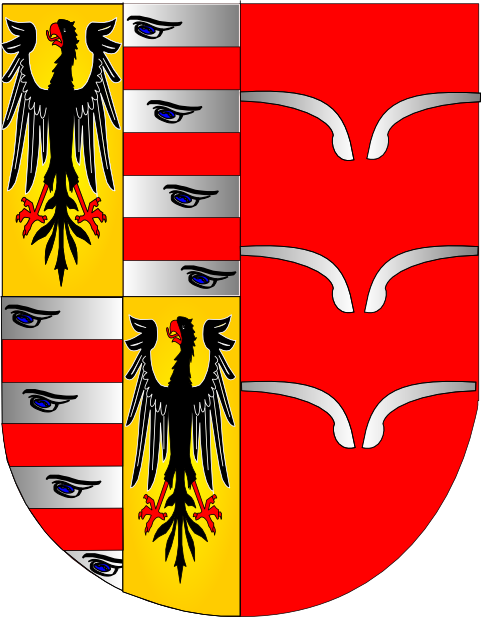
Герб герцогов Авила и Болама.

Герцог Авила и Болама (порт. Duque de Ávila and Bolama) — португальский дворянский титул. Он был создан 14 мая 1878 года королём Луишем I для известного португальского политика и дипломата Антониу Жозе де Авила, 1-го маркиза Авила и Болама (1806—1881). Он занимал должность премьер-министра Португалии в 1868, 1870—1871 и 1877—1878 годах.
Первоначально Антониу Жозе де Авила получил титулы графа де Авила (13 февраля 1864) и маркиза де Авила и Болама (24 мая 1870).
Этот был первый герцогский титул, пожалованный человеку неблагородного происхождения. В Португалии, традиционно, герцогский титулы носили члены высшей знати, родственники королевской семьи и вторые сыновья монархов.

## Список герцогов, маркизов и графов

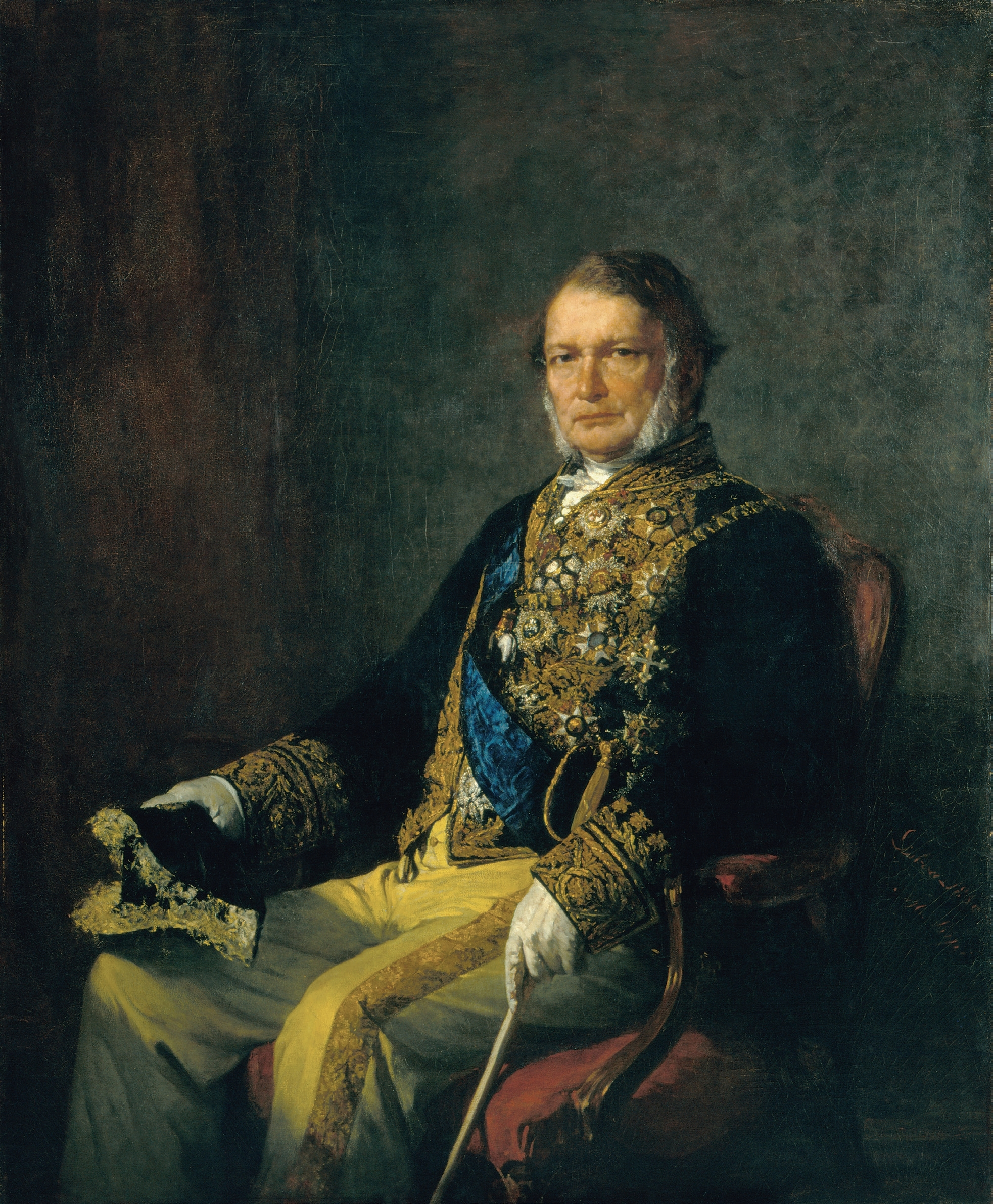
Антониу Жозе де Авила, 1-й граф Авила, 1-й маркиз Авила и Болама, 1-й герцог Авила и Болама

- Антониу Жозе де Авила (8 марта 1806 — 3 мая 1881), 1-й граф Авила (1864), 1-й маркиз Авила и Болама (1870), 1-й герцог Авила и Болама (1878), сын Мануэла Жозе де Авилы
- Антониу Жозе де Авила (7 ноября 1842 — 18 марта 1917), 2-й граф Авила и 2-й маркиз Авила и Болама, 33-й мэр Лиссабона (1901—1903), сын Мануэла Жозе де Авилы и племянник предыдущего
- Мануэл де Карвальо де Авила (6 июня 1886 — 13 февраля 1979), 3-й граф Авила, племянник предыдущего.